# Rudolf Pannwitz

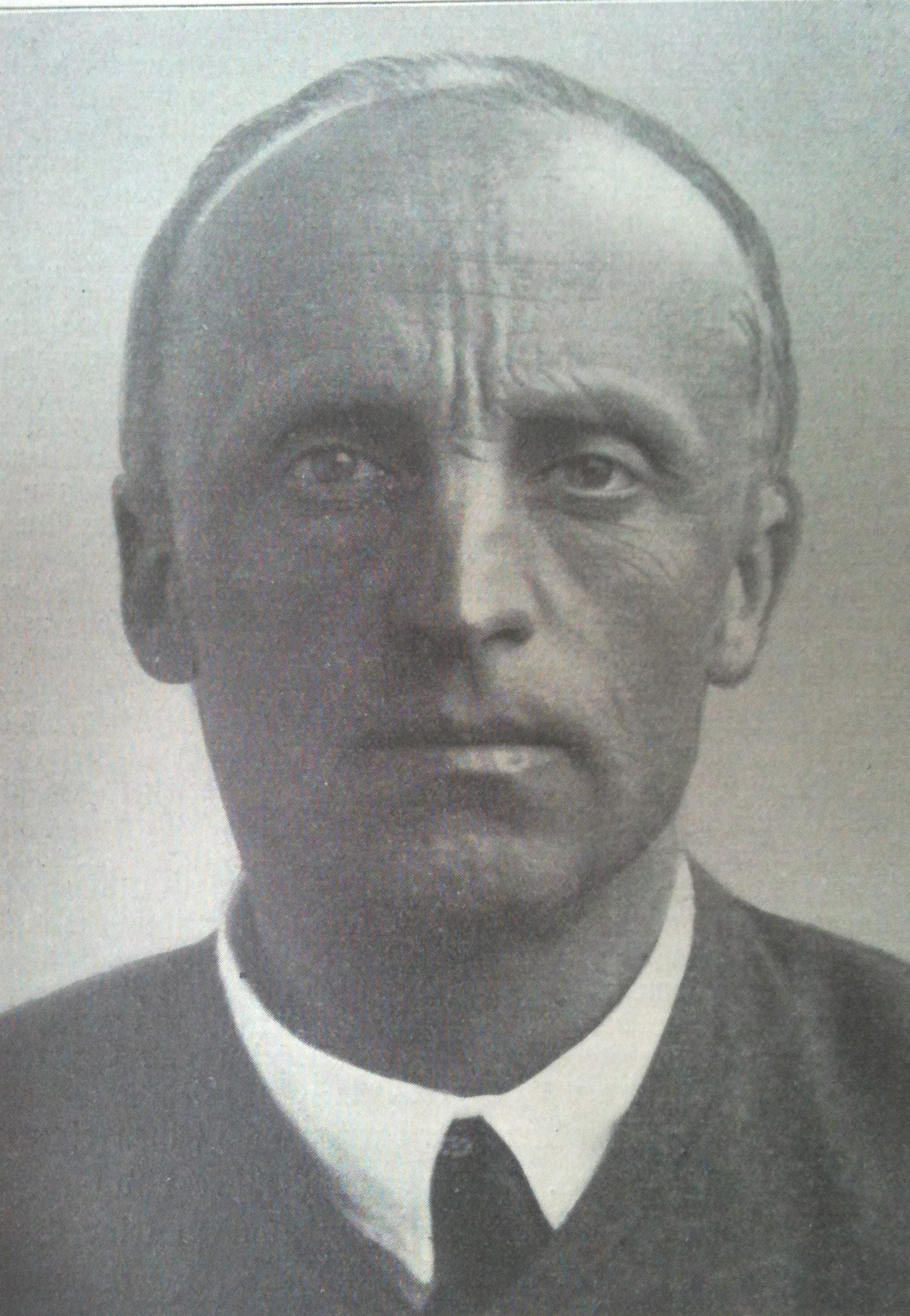

Rudolf Pannwitz, född 27 maj 1881 i Crossen an der Oder, död 23 mars 1969 i Astano i Ticino, var en tysk författare.
Pannwitz framträdde 1920 som novellist, stod från 1904 i förbindelse med Stefan George-kretsen och deltog ivrigt i tidens kulturreformsträvanden, speciellt i fråga om uppfostringsväsendet, där han såg Friedrich Nietzsche som en förebild. Efter delundersökningar av olika slag, utmärkta för breda perspektiv men dunkala i framställningar, liksom en rad filosofisk-episka mytdikningar, bland annat Mythen (1919-20) byggde Pannwitz upp en egen universell kulturfilosofi.